# هیو تاون
هیو تاون (به انگلیسی: Hugh Town) یک روستا در بریتانیا است که در مجمع‌الجزایر سیلی واقع شده‌است. هیو تاون ۱٬۰۹۷ نفر جمعیت دارد.